# Synoum glandulosum
Synoum glandulosum är en tvåhjärtbladig växtart. Synoum glandulosum ingår i släktet Synoum och familjen Meliaceae.

## Underarter
Arten delas in i följande underarter:
- S. g. glandulosum
- S. g. paniculosum